# Fernando Cancino
Claudio Fernando Cancino Téllez (Santiago, 23 de junio de 1910–Santa Cruz, 26 de abril de 2011) fue un médico cirujano y diputado chileno.

## Biografía
Nació en la capital chilena, Santiago de Chile, siendo hijo de Claudio Cancino y de Julia Téllez. Realizó sus estudios primarios y secundarios en el Colegio San Ignacio; finalizada su etapa escolar, ingresó a la Universidad Católica de Chile, pasando después a la Universidad de Concepción y, finalmente, a la Universidad de Chile, donde concluyó su carrera y se tituló de Médico Cirujano en 1937. Paralelamente, desde 1930, trabajó como Internista Jefe de la dirección General de Prisiones. 
Contrajo matriomonio el 30 de marzo de 1940, con la política de Santa Cruz, Graciela Greve Silva (1913-2010), no tuvieron desdencencia.

## Vida pública
Comenzó a ejercer su profesión en 1939, año en que asumió como Médico Jefe de la Dirección General de Pavimentación hasta 1950.
En 1950, efectuó un Postítulo en Salud Pública y en Administración de Hospitales. Desde este año, se desempeñó como director de la Unidad Sanitaria Estación Central hasta 1952. 
Asimismo, ejerció como médico consultor de la Caja de Ahorros de Empleados Públicos y, entre 1959 y 1960, fue integrante de Consejo del Hospital José Joaquín Aguirre.
Por otra parte, se dedicó a las actividades agrícolas, explotando su propiedad, el fundo Graciela de la Capellanía de Santa Cruz.
Por los años 50, fue Consejero de la Junta Central de Beneficencia, en representación del Presidente de la República.
Inició sus actividades políticas al integrarse al Partido Conservador Social Cristiano en 1946, donde permaneció hasta 1957, fecha en que ingresó al Partido Demócrata Cristiano.
En 1961 fue elegido diputado por la Décima Agrupación Departamental, San Fernando y Santa Cruz, período 1961-1965; integró la Comisión Permanente de Asistencia Médico-Social e Higiene (1961-1965); y la de Hacienda (1962-1963-1964). Miembro de la Comisión Investigadora del Servicio Nacional de Salud, S.N.S. (1961-1962); y Comisión Especial del Cobre (1962); Especial de la Caja Nacional de Empleados Públicos y Periodistas (1962) y Especial de Acusación Constitucional (1962-1963).
En 1965 fue reelecto diputado, por la misma Agrupación Departamental, período 1965-1969; integró la Comisión Permanente de Asistencia Médico-Social e Higiene, de la que fue presidente; la de Hacienda (1966, 1967); la de Agricultura; la de Obras Públicas (1967); Mixta de Presupuesto (1962-1963; 1965-1966; 1967), de Trabajo y Legislación Social (1967); la de Educación Pública; y la de Defensa Nacional (1968-1969).
Entre las mociones que se convirtieron en ley está la Ley 15.565, de 9 de marzo de 1964, sobre la Caja de Previsión Social de los Obreros Municipales, que establece que los Obreros Municipales del país pasarán a ser imponentes; y Ley 16.720, de 12 de diciembre de 1967, que crea el Banco Nacional de Sangre.
Fue Consejero de la Junta Central de Beneficencia, en representación del Presidente de la República.
Fue miembro de la Sociedad Médica de Chile.
Falleció en el fundo de la familia en Santa Cruz, el 26 de abril de 2011, a la edad de 100 años.

## Historial electoral

### Elecciones parlamentarias de 1969
- Elecciones parlamentarias de 1969  Candidato a Senador por O'Higgins y Colchagua, período 1969-1977[2]

### Elecciones parlamentarias de 1973
- Elecciones parlamentarias de 1973 para la 10ª Agrupación Departamental, San Fernando y Santa Cruz.[3]